# Mnich (powieść)
Mnich (ang. The Monk) – powieść gotycka autorstwa Matthew Gregory'ego Lewisa, która została opublikowana w roku 1796. Lewis napisał ją, nie mając nawet 20 lat, w przeciągu 10 tygodni. 

## Opis fabuły
W powieści przedstawione jest życie i gwałtowny upadek początkowo pobożnego i szanowanego mnicha Ambrosio w Hiszpanii. Spowodowany jest on cielesnym pożądaniem do jego uczennicy, kobiety podającej się i przebranej za mnicha (Matilda), która zwodzi go i skłania do wykroczenia. On sam jest następnie opanowany żądzą do niewinnej Antonii. Używając czarów i magii Matilda pomaga mu ją uwieść, a ten po pewnym czasie gwałci ją i zabija. Matilda jawi się tu jako instrument szatana w kobiecej formie, która zaaranżowała upadek Ambrosio do samego końca. W połowie tej historii Lewis robi różne dygresje, zbaczając nieco z głównego wątku, co służy zwiększeniu atmosfery gotyckiej książki. Opowiedziana jest historia „Krwawiącej zakonnicy” jak i przedstawionych jest wiele różnych dodatkowych informacji. Drugi romans między Lorenzo i Antonią także nadaje specyfikę utworowi, gdzie siostra Lorenzo jest dręczona przez obłudne zakonnice (jako efekt trzeciego romantycznego wątku fabularnego). Koniec końców powieść wraca do postaci Ambrosio i na kilku stronach żarliwej prozy, przedstawione jest jego przekazanie w ręce inkwizycji. Ucieka on jednak, zaprzedając swoją duszę diabłu w zamian za uwolnienie od czekającej go śmierci. Historia kończy się przez starania diabła, który zapobiega wyrażeniu ostatecznej skruchy przez Ambrosio i grzesznemu mnichowi przeznaczona jest straszliwa śmierć.

## Krytyka
Mnich jest uważany za jedną z najbardziej drastycznych i transgresywnych powieści gotyckich. Jest to również pierwsze dzieło przedstawiające mnicha jak złoczyńcę. W tym sensie utwór służył jako wzór dla przyszłych dzieł jak przykładowo Katedra Marii Panny w Paryżu Victora Hugo. 
Z tematyką paktów, gwałtów, kazirodztwa, motywu „Żyda Wiecznego Tułacza”, zrujnowanych zamków i obrazem hiszpańskiej inkwizycji, powieść jest właściwie miarą i kompendium gotyckiego stylu. Ambrosio, jako obłudny i ulegający własnym żądzom oraz oddający się seksualnym występkom za murami zakonów i klasztorów, jest bogato sportretowanym złoczyńcą, jak i uosobieniem sporej dawki nieufności w stosunku do kościoła katolickiego, z jego natarczywymi praktykami związanymi z sakramentami pokuty, z politycznym i religijnym autorytaryzmem oraz z „krużgankowym” stylem życia. Amerykańskie dzieło zniesławiające katolicyzm pt.The Awful Disclosures of Maria Monk było inspirowane powieścią Lewisa. Pomimo opinii krytyków, zarzucających utworowi ordynarność i brak głębi, była ona jedną z najpopularniejszych powieści romantyzmu.

## Adaptacje
Giuseppe Verdi chciał zaadaptować dzieło w swojej twórczości, ostatecznie jednak z tego zrezygnował z powodu skandalicznej treści.
Luis Buñuel i Jean-Claude Carrière na podstawie książki stworzyli w 1960 roku ekranizację pod tym samym tytułem, jednak z powodu braku funduszy produkcji nie dokończyli. Przyjaciel Buñuela, Grek Ado Kyrou, użył jej scenariusza, na bazie którego powstał nowy film w 1972 roku. Le Moine szczycił się międzynarodową obsadą z Franco Nero w roli tytułowej. Grali w nim również Nathalie Delon, Eliana de Santis, Nadja Tiller oraz Nicol Williamson.
W 1990 została wyprodukowana adaptacja Mnicha przez Celtic Films. W filmie główną rolę zagrał Paul McGann, scenarzystą i reżyserem był Francisco Lara Polop.
W 2011 powstał na podstawie książki francusko-hiszpański film Mnich (Le Moine), w reżyserii Dominika Molla. W roli głównej wystąpił Vincent Cassel.